# Nils Nilsson (företagsledare)
Nils Erhard Nilsson, född 8 januari 1877 i Landeryds socken, död 3 augusti 1959 i Ytterjärna socken, var en svensk affärsman, mejeriägare och grosshandlare.

## Biografi
Nils Nilsson var son till affärsägaren Nils Johan Nilsson. Fadern flyttade i Nils Nilssons tidiga barndom till Botkyrka där han övertog mjölkarrendena vid några större gårdar och drev en rörelse för försäljning av mjölk. 1887 flyttade familjen till Stockholm och öppnade en egen mjölkbutik på Mäster Samuelsgatan, där sonen fick hjälpa till med mjölkutbärning. Ganska snart drabbades butiken av problem genom sjunkande mjölkpriser och fadern avled. Han mor drev dock rörelsen vidare med hjälp av de äldsta barnen. 14 år gammal slutade Nils Nilsson skolan för att i ställa hjälpa modern i affären. Han visade fallenhet för att ägna sig åt affärsverksamhet och 1902 övertog han mejerirörelsen från sin mor. Rörelsen expandera snabbt och Nils Nilsson började snart även handla med andra varor och öppnade butiker där han sålde estländsk potatis, västgötaost, ärter, sill och räkor. 1911 flyttade mejerirörelsen till nya egna större lokaler på Observatoriegatan. Företaget blev snart känt under förkortningen NEN. 1914 började man även expander genom att köpa upp mejerier på den uppländska landsbygden, först att köpas upp var Jönninge mejeri i Stavby socken. 1923 lät han uppföra ett nytt mejeri i Upplandstuna och 1928 uppfördes ytterligare ett mejeri i Kilby i Alunda socken. Nilsson övertog 1936 Gimo mejeri på tio års arrende och 1938 uppfördes ett nytt mejeri i Upplunda. Man var huvudsakligen inriktad mot att producera färskmjölk för konsumtion i Stockholm, men då mjölktillgången var riklig tillverkade man även smör och ost. 1930-talets kris för den svenska mejerihanteringen och fallande smörpriser ledde till att Mellansvenska mejerisammanslutningarnas centralförening (MMC) där Mjölkcentralen var drivande försökte driva igenom en särskild avgift på färskmjölk för att gynna ost- och smörproduktionen. Nils Nilsson och flera andra mindre mejerister som inriktade sig mot försäljning av färskmjölk valde att ställa sig utanför MMC och uppgörelsen. Det ledde till att den ekonomiskt starka mjölkcentralen beslutade sig för att köpa upp konkurrenterna, och 1933-1934 köptes 22 mindre mejerier i Stockholmstrakten upp och lades ned. NEN kom att bli det enda bolag som envist vägrade att uppgå i Mjölkcentralen, även om man kom att underteckna ett tidsbegränsat samarbetsavtal med MC. 1943 ombildades NEN till aktiebolag, samtidigt som Nils Nilsson drog sig tillbaka från firmans aktiva ledning. Nils Nilsson blev ordförande för styrelsen medan sonen Gunnar Nilsson blev VD för bolaget. 1945 valde man att sälja sina landsbygdsmejerier till Arla, men verksamheten med mjölkbutiker fortsatte fram till 1962.
Efter sin pension kom Nils Nilsson främst att ägna sig åt sin hobby, orkidéodling. Han erhöll 1927 burskap som grosshandlare i Stockholm och var från 1928 medlem i stadens borgargille. Nils Nilsson är begravd på Norra begravningsplatsen utanför Stockholm.